# Suore francescane della carità
Le Suore Francescane della Carità (in spagnolo Hermanas Terciarias Franciscanas de la Caridad; sigla H.T.F.C.) sono un istituto religioso femminile di diritto pontificio.

## Storia
La congregazione trae origine dal "Conservatorio carità di San Francesco", fondato nel 1878 a Buenos Aires da Mercedes Guerra. Il sacerdote Abramo Argañaraz seguì i primi sviluppi dell'istituto e ne redasse gli statuti.
La congregazione, aggregata all'ordine dei frati minori dal 1880, ricevette il pontificio decreto di lode l'8 luglio 1908 e l'approvazione definitiva il 3 agosto 1909.

## Attività e diffusione
Le suore si dedicano alla cura dei malati a domicilio e all'insegnamento del catechismo ai bambini.
Oltre che in Argentina, sono presenti in Uruguay e Brasile; la sede generalizia è a Buenos Aires.
Nel 2013 l'istituto contava 33 religiose in 16 case.